# 黄桥烧饼
黄桥烧饼，又稱支前燒餅，起源於江蘇省泰興市的漲燒餅，是中国烧饼的一种，由面粉、油、芝麻等原料烤制而成，色泽金黄，外皮酥脆，是受人欢迎的小吃。传统分为甜味和咸味，一般甜味为圆形，咸味为长椭圆形，以方便区分。

## 历史
黄桥烧饼原产于江苏省泰兴市黄桥镇，最早出现于宋代。1940年夏天的黄桥战役中，陈毅、粟裕等直接指挥下，黄桥镇12农磨坊，60只烧饼炉，日夜赶做涨烧饼，当地群众把摊烧饼、涨烧饼送到前线阵地，支援新四军以少胜多粉碎了国民党顽固派韩德勤部的进攻。
1949年，陈毅邀请下，黄桥当地烧饼经改良为黄桥烧饼，被选入开国大典国宴。1952年4月，毛泽东称赞“黄桥烧饼好出名的”。之后黄桥烧饼不断改良，已经离开此前涨烧饼的样子，不断增加调料，成为小吃而非主食。烧饼馅心发展为包括葱油、肉松、鸡丁、火腿、雪菜、白糖、橘饼、桂花、豆沙等20多个品种。

## 荣誉
2003年荣获“中华民族小吃”的称号，2004年获“江苏食品博览会金奖”，2005年被评为泰州市名牌产品，2007年通过GB/T19001-2000idtISO9001:2000标准要求认证。黄桥宾馆的名声也随之越传越远。“到黄桥不可能不吃黄桥烧饼。黄桥人走亲访友，多数会带上黄桥烧饼。”